# Vesa Punkari
Vesa Punkari (* 23. Dezember 1976) ist ein ehemaliger finnischer Unihockey-Spieler, der 2008 Weltmeister wurde. Punkari spielt in der Verteidigung und gilt auf dieser Position als einer der besten Spieler seiner Generation. Für die finnische Nationalmannschaft bestritt er 105 Spiele und erzielte dabei 38 Tore und 24 Vorlagen. 2008 konnte er mit ihr den Weltmeistertitel gewinnen. In Prag wurden dabei erstmals die bislang immer siegreichen Schweden entthront.

## Vereine
- 1995 – 1998: Tampereen Gunners
- 1998 – 0?00: Finspång IBK
- 0?00 – 2000: Sjöstads IF
- 2000 – 0?00: Balrog Botkyrka Södertälje Idrottsklubb
- 2003 – 2006: Tampereen Gunners
- 2006 – 2008: SV Wiler-Ersigen
- 2009 – 2010: SC Classic Tampere

## Erfolge
- Weltmeister 2008
- WM-Dritter (2-mal)

- Schwedischer Vizemeister 2002
- Schweizer Meister (2-mal)